# Peridroma orophila
Peridroma orophila là một loài bướm đêm trong họ Noctuidae.